# Canada aux Jeux olympiques d'hiver de 2014

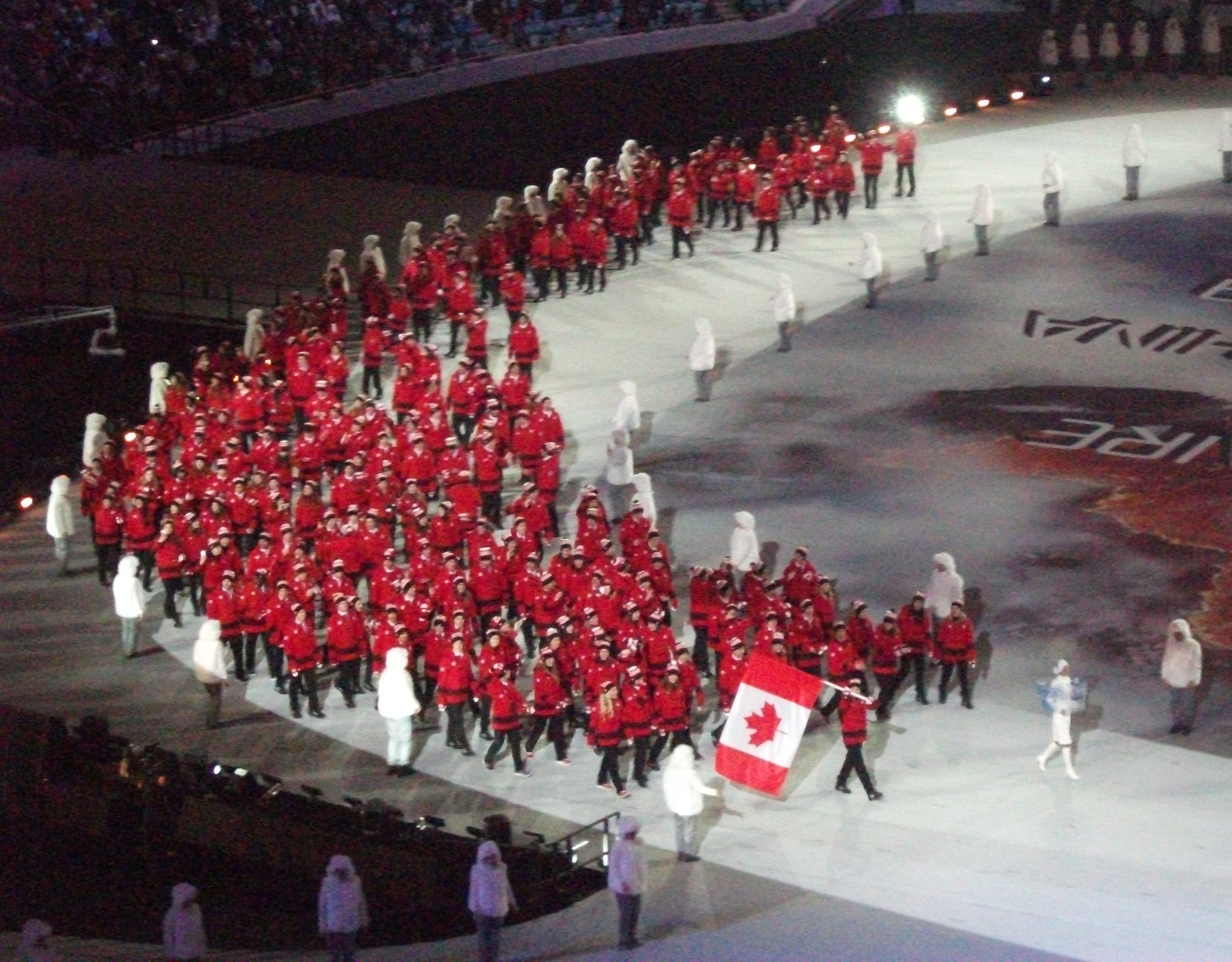
Entrée des athlètes canadiens lors de la cérémonie d'ouverture des Jeux olympiques d'hiver de 2014.

Le Canada participe aux Jeux olympiques d'hiver de 2014 à Sotchi en Russie du 7 au 23 février 2014. Il s'agit de sa vingt-deuxième participation à des Jeux d'hiver.

## Médaillés
| Sport                  | Discipline                 | Athlète(s) | Performance    | Date        |
| ---------------------- | -------------------------- | --- | -------------- | ----------- |
| Médailles d'or : 10    |                            | |                |             |
| Ski acrobatique        | Bosses femmes              | Justine Dufour-Lapointe | 22,44 pts      | 8 février   |
| Ski acrobatique        | Bosses hommes              | Alexandre Bilodeau | 26,31 pts      | 10 février  |
| Ski acrobatique        | Slopestyle femmes          | Dara Howell | 94,20 pts      | 11 février  |
| Ski acrobatique        | Ski cross femmes           | Marielle Thompson |                | 21 février  |
| Short-track            | 1 500 mètres hommes        | Charles Hamelin | 2 min 14 s 985 | 10 février  |
| Bobsleigh              | Bob à deux femmes          | Kaillie Humphries Heather Moyse | 3 min 50 s 61  | 19 février  |
| Curling                | Tournoi féminin            | Jennifer Jones Kaitlyn Lawes Jill Officer Dawn McEwen Kirsten Wall | 1re place      | 20 février  |
| Curling                | Tournoi masculin           | Brad Jacobs Ryan Fry E. J. Harnden Ryan Harnden Caleb Flaxey | 1re place      | 21 février  |
| Hockey sur glace       | Tournoi féminin            | Meghan Agosta Gillian Apps Mélodie Daoust Laura Fortino Jayna Hefford Haley Irwin Brianne Jenner Rebecca Johnston Charline Labonté Geneviève Lacasse Jocelyne Larocque Meaghan Mikkelson Caroline Ouellette Marie-Philip Poulin Lauriane Rougeau Natalie Spooner Shannon Szabados Jennifer Wakefield Catherine Ward Tara Watchorn Hayley Wickenheiser | 1re place      | 20 février  |
| Hockey sur glace       | Tournoi masculin           | Jamie Benn Patrice Bergeron Jay Bouwmeester Jeff Carter Sidney Crosby Drew Doughty Matt Duchene Ryan Getzlaf Dan Hamhuis Duncan Keith Chris Kunitz Roberto Luongo Patrick Marleau Rick Nash Corey Perry Alex Pietrangelo Carey Price Martin St-Louis Patrick Sharp Mike Smith P.K. Subban John Tavares Jonathan Toews Marc-Édouard Vlasic Shea Weber  | 1re place      | 23 février  |
| Médaille d’argent : 10 |                            | |                |             |
| Ski acrobatique        | Bosses femmes              | Chloé Dufour-Lapointe | 21,66 pts      | 8 février   |
| Ski acrobatique        | Bosses hommes              | Mikaël Kingsbury | 24,71 pts      | 10 février  |
| Ski acrobatique        | Ski cross femmes           | Kelsey Serwa |                | 21 février  |
| Ski acrobatique        | Half-pipe hommes           | Mike Riddle | 90,60 pts      | 18 février  |
| Patinage artistique    | Épreuve par équipes        | Patrick Chan Meagan Duhamel Scott Moir Kirsten Moore-Towers Dylan Moscovitch Kaetlyn Osmond Eric Radford Kevin Reynolds Tessa Virtue | 65 pts         | 9 février   |
| Patinage artistique    | Hommes                     | Patrick Chan | 275,62 pts     | 14 février  |
| Patinage artistique    | Danse sur glace            | Tessa Virtue et Scott Moir | 190,99 pts     | 17 février  |
| Patinage de vitesse    | 1 000 mètres hommes        | Denny Morrison | 2 min 14 s 985 | 12 février  |
| Snowboard              | Snowboardcross femmes      | Dominique Maltais |                | 16 février  |
| Short-track            | Relais 3 000 mètres femmes | Marie-Eve Drolet Jessica Hewitt Valérie Maltais Marianne St-Gelais | 4 min 08 s 871 | 18 février  |
| Médaille de bronze : 5 |                            | |                |             |
| Snowboard              | Slopestyle hommes          | Mark McMorris | 88,75 pts      | 8 février   |
| Ski acrobatique        | Slopestyle femmes          | Kim Lamarre | 85,00 pts      | 1er février |
| Patinage de vitesse    | 1 500 mètres hommes        | Denny Morrison | 1 min 45 s 22  | 15 février  |
| Ski alpin              | Super G hommes             | Jan Hudec | 1 min 18 s 67  | 16 février  |
| Short-track            | 500 mètres hommes          | Charle Cournoyer | 41 s 617       | 21 février  |

| Sport               | Médaille d'or, Jeux olympiques | Médaille d'argent, Jeux olympiques | Médaille de bronze, Jeux olympiques | Total |
| ------------------- | ------------------------------ | ---------------------------------- | ----------------------------------- | ----- |
| Ski acrobatique     | 4                              | 4                                  | 1                                   | 9     |
| Short-track         | 1                              | 1                                  | 1                                   | 3     |
| Bobsleigh           | 1                              | 0                                  | 0                                   | 1     |
| Curling             | 2                              | 0                                  | 0                                   | 2     |
| Hockey sur glace    | 2                              | 0                                  | 0                                   | 2     |
| Patinage artistique | 0                              | 3                                  | 0                                   | 3     |
| Patinage de vitesse | 0                              | 1                                  | 1                                   | 2     |
| Snowboard           | 0                              | 1                                  | 1                                   | 2     |
| Ski alpin           | 0                              | 0                                  | 1                                   | 1     |
| Total               | 10                             | 10                                 | 5                                   | 25    |

## Biathlon
Hommes
| Rang                       | Noms                                                            | Temps totaux      | Retard        |
| -------------------------- | --------------------------------------------------------------- | ----------------- | ------------- |
| 21e                        | Brendan Green                                                   | 52 min 05 s 3     | +2 min 33 s 6 |
| 25e                        | Nathan Smith                                                    | 52 min 41 s 3     | +3 min 09 s 6 |
| 35e                        | Jean-Philippe Leguellec                                         | 53 min 25 s 5     | +3 min 53 s 8 |
| 59e                        | Scott Perras                                                    | 56 min 04 s 3     | +6 min 32 s 6 |
| Sprint (87 classés)        |                                                                 |                   |               |
| Rang                       | Noms                                                            | Temps totaux      | Retard        |
| 5e                         | Jean-Philippe Leguellec                                         | 24 min 43 s 2     | +9 s 7        |
| 13e                        | Nathan Smith                                                    | 25 min 09 s 7     | +36 s 2       |
| 23e                        | Brendan Green                                                   | 25 min 31 s 7     | +58 s 2       |
| 74e                        | Scott Perras                                                    | 27 min 32 s 1     | +2 min 58 s 6 |
| Poursuite (59 classés)     |                                                                 |                   |               |
| Rang                       | Noms                                                            | Temps totaux      | Retard        |
| 11e                        | Nathan Smith                                                    | 34 min 37 s 7     | +49 s 1       |
| 26e                        | Jean-Philippe Leguellec                                         | 35 min 45 s 3     | +1 min 56 s 7 |
| 35e                        | Brendan Green                                                   | 36 min 21 s 2     | +2 min 32 s 6 |
| Départ groupé (30 classés) |                                                                 |                   |               |
| Rang                       | Noms                                                            | Temps totaux      | Retard        |
| 9e                         | Brendan Green                                                   | 43 min 38 s 3     | +1 min 09 s 2 |
| 10e                        | Jean-Philippe Leguellec                                         | 43 min 41 s 6     | +1 min 12 s 5 |
| -                          | Nathan Smith                                                    | DNF               | -             |
| Relais 4x6 km (76 classés) |                                                                 |                   |               |
| Rang                       | Noms                                                            | Temps totaux      | Retard        |
| 7e                         | Jean-Philippe Leguellec Scott Perras Brendan Green Nathan Smith | 1 h 13 min 46 s 2 | +1 min 30 s 3 |

Femmes
| Rang                        | Noms                                                    | Temps totaux      | Retard         |
| --------------------------- | ------------------------------------------------------- | ----------------- | -------------- |
| 30e                         | Megan Imrie                                             | 48 min 32 s 7     | +5 min 13 s 1  |
| 51e                         | Megan Heinicke                                          | 50 min 26 s 8     | +7 min 07 s 2  |
| 63e                         | Zina Kocher                                             | 53 min 00 s 7     | +9 min 41 s 1  |
| 67e                         | Rosanna Crawford                                        | 53 min 29 s 8     | +10 min 10 s 2 |
| Sprint (84 classées)        |                                                         |                   |                |
| Rang                        | Noms                                                    | Temps totaux      | Retard         |
| 25e                         | Rosanna Crawford                                        | 22 min 10 s 8     | +1 min 04 s 0  |
| 31e                         | Megan Imrie                                             | 22 min 19 s 5     | +1 min 12 s 7  |
| 32e                         | Zina Kocher                                             | 22 min 25 s 5     | +1 min 18 s 7  |
| 59e                         | Megan Heinicke                                          | 23 min 34 s 5     | +2 min 27 s 7  |
| Poursuite (60 classées)     |                                                         |                   |                |
| Rang                        | Noms                                                    | Temps totaux      | Retard         |
| 25e                         | Zina Kocher                                             | 32 min 15 s 1     | +2 min 44 s 4  |
| 28e                         | Megan Imrie                                             | 32 min 22 s 7     | +2 min 52 s 0  |
| 45e                         | Rosanna Crawford                                        | 34 min 15 s 6     | +4 min 44 s 9  |
| -                           | Megan Heinicke                                          | DNF               | -              |
| Départ groupé (30 classées) |                                                         |                   |                |
| Rang                        | Noms                                                    | Temps totaux      | Retard         |
| 28e                         | Megan Imrie                                             | 38 min 59 s 0     | +3 min 33 s 4  |
| Relais 4x6 km (68 classées) |                                                         |                   |                |
| Rang                        | Noms                                                    | Temps totaux      | Retard         |
| 8e                          | Rosanna Crawford Megan Imrie Megan Heinicke Zina Kocher | 1 h 12 min 21 s 5 | +2 min 19 s 0  |

## Bobsleigh
Hommes
| Rang                      | Noms                                                              | Temps totaux  | Retard  |
| ------------------------- | ----------------------------------------------------------------- | ------------- | ------- |
| 6e                        | Canada-3 Justin Kripps Bryan Barnett                              | 3 min 46 s 62 | +1 s 23 |
| 7e                        | Canada-2 Chris Spring Jesse Lumsden                               | 3 min 46 s 79 | +1 s 40 |
| 9e                        | Canada-1 Lyndon Rush Lascelles Brown                              | 3 min 46 s 88 | +1 s 49 |
| Bob à quatre (30 classés) |                                                                   |               |         |
| Rang                      | Noms                                                              | Temps totaux  | Retard  |
| 9e                        | Canada-2 Lyndon Rush David Bissett Lascelles Brown Neville Wright | 3 min 41 s 76 | +1 s 16 |
| 13e                       | Canada-1 Chris Spring James McNaughton Tim Randall Bryan Barnett  | 3 min 42 s 84 | +2 s 24 |
| 30e                       | Canada-3 Justin Kripps Cody Sorensen Jesse Lumsden Ben Coakwell   | 2 min 50 s 80 |         |

Femmes
| Rang | Noms                                       | Temps totaux  | Retard  |
| ---- | ------------------------------------------ | ------------- | ------- |
| 1re  | Canada-1 Kaillie Humphries Heather Moyse   | 3 min 50 s 61 | -       |
| 13e  | Canada-2 Jennifer Ciochetti Chelsea Valois | 3 min 54 s 49 | +3 s 88 |

## Curling

### Tournoi masculin
| Canada                                                                                                   |
| --- |
| Skip : Brad Jacobs Third : Ryan Fry Second : E. J. Harnden Lead : Ryan Harnden Remplaçant : Caleb Flaxey |

| Rang | Pays            | V | D | bp | bc | Manches gagnées | Manches perdues | Manches blanches | Vols pour | Tirs % |
| ---- | --------------- | - | - | -- | -- | --------------- | --------------- | ---------------- | --------- | ------ |
| 1    | Suède           | 8 | 1 | 60 | 44 | 38              | 30              | 18               | 8         | 86%    |
| 2    | Canada          | 7 | 2 | 69 | 53 | 39              | 36              | 14               | 7         | 84%    |
| 2    | Chine           | 7 | 2 | 67 | 50 | 41              | 37              | 11               | 5         | 85%    |
| 4    | Norvège         | 5 | 4 | 52 | 53 | 36              | 33              | 18               | 5         | 86%    |
| 4    | Grande-Bretagne | 5 | 4 | 51 | 49 | 37              | 35              | 15               | 8         | 83%    |
| 6    | Danemark        | 4 | 5 | 54 | 61 | 32              | 37              | 17               | 4         | 81     |
| 7    | Russie          | 3 | 6 | 58 | 70 | 36              | 38              | 13               | 7         | 77%    |
| 7    | Suisse          | 3 | 6 | 47 | 46 | 31              | 34              | 22               | 7         | 83%    |
| 9    | États-Unis      | 2 | 7 | 47 | 58 | 30              | 39              | 14               | 7         | 80%    |
| 10   | Allemagne       | 1 | 8 | 53 | 74 | 38              | 39              | 10               | 9         | 76%    |

Les quatre premières équipes en tête à la fin du premier tour sont qualifiées directement pour les demi-finales.
| Équipes   | 1 | 2 | 3 | 4 | 5 | 6 | 7 | 8 | 9 | 10 | 11 | Total |
| --------- | - | - | - | - | - | - | - | - | - | -- | -- | ----- |
| Allemagne | 0 | 2 | 2 | 0 | 0 | 1 | 0 | 1 | 2 | 0  | x  | 8     |
| Canada    | 2 | 0 | 0 | 3 | 2 | 0 | 2 | 0 | 2 | 0  | x  | 11    |

| Équipes | 1 | 2 | 3 | 4 | 5 | 6 | 7 | 8 | 9 | 10 | 11 | Total |
| ------- | - | - | - | - | - | - | - | - | - | -- | -- | ----- |
| Canada  | 0 | 0 | 0 | 0 | 0 | 2 | 0 | 1 | 0 | 1  | x  | 4     |
| Suisse  | 0 | 0 | 0 | 0 | 3 | 0 | 1 | 0 | 1 | 0  | x  | 5     |

| Équipes | 1 | 2 | 3 | 4 | 5 | 6 | 7 | 8 | 9 | 10 | 11 | Total |
| ------- | - | - | - | - | - | - | - | - | - | -- | -- | ----- |
| Canada  | 0 | 0 | 0 | 2 | 0 | 2 | 0 | 0 | 2 | 0  | x  | 6     |
| Suède   | 0 | 2 | 0 | 0 | 2 | 0 | 2 | 0 | 0 | 1  | x  | 7     |

| Équipes | 1 | 2 | 3 | 4 | 5 | 6 | 7 | 8 | 9 | 10 | 11 | Total |
| ------- | - | - | - | - | - | - | - | - | - | -- | -- | ----- |
| Russie  | 0 | 1 | 0 | 1 | 0 | 0 | 0 | 2 | 0 | x  | x  | 4     |
| Canada  | 2 | 0 | 0 | 0 | 4 | 0 | 0 | 0 | 1 | x  | x  | 7     |

| Équipes  | 1 | 2 | 3 | 4 | 5 | 6 | 7 | 8 | 9 | 10 | 11 | Total |
| -------- | - | - | - | - | - | - | - | - | - | -- | -- | ----- |
| Canada   | 0 | 1 | 0 | 2 | 0 | 2 | 0 | 1 | 0 | 1  | x  | 7     |
| Danemark | 1 | 0 | 1 | 0 | 1 | 0 | 1 | 0 | 2 | 0  | x  | 6     |

| Équipes | 1 | 2 | 3 | 4 | 5 | 6 | 7 | 8 | 9 | 10 | 11 | Total |
| ------- | - | - | - | - | - | - | - | - | - | -- | -- | ----- |
| Canada  | 0 | 1 | 0 | 2 | 0 | 0 | 4 | 0 | 3 | x  | x  | 10    |
| Norvège | 1 | 0 | 1 | 0 | 0 | 1 | 0 | 1 | 0 | x  | x  | 4     |

| Équipes         | 1 | 2 | 3 | 4 | 5 | 6 | 7 | 8 | 9 | 10 | 11 | Total |
| --------------- | - | - | - | - | - | - | - | - | - | -- | -- | ----- |
| Canada          | 1 | 0 | 0 | 3 | 0 | 0 | 1 | 0 | 1 | 1  | x  | 7     |
| Grande-Bretagne | 0 | 1 | 1 | 0 | 2 | 0 | 0 | 1 | 0 | 0  | x  | 5     |

| Équipes    | 1 | 2 | 3 | 4 | 5 | 6 | 7 | 8 | 9 | 10 | 11 | Total |
| ---------- | - | - | - | - | - | - | - | - | - | -- | -- | ----- |
| États-Unis | 0 | 0 | 2 | 2 | 0 | 1 | 0 | 1 | 0 | 0  | x  | 6     |
| Canada     | 2 | 1 | 0 | 0 | 2 | 0 | 0 | 0 | 2 | 1  | x  | 8     |

Session 11 - dimanche 16 février 2014, à 19h00
| Équipes | 1 | 2 | 3 | 4 | 5 | 6 | 7 | 8 | 9 | 10 | 11 | Total |
| ------- | - | - | - | - | - | - | - | - | - | -- | -- | ----- |
| Chine   | 0 | 0 | 2 | 0 | 3 | 1 | 0 | 0 | 0 | 2  | 0  | 8     |
| Canada  | 0 | 2 | 0 | 1 | 0 | 0 | 2 | 1 | 2 | 0  | 1  | 9     |

#### Demi-finales
| Équipes   | 1 | 2 | 3 | 4 | 5 | 6 | 7 | 8 | 9 | 10 | 11 | Total |
| --------- | - | - | - | - | - | - | - | - | - | -- | -- | ----- |
| 3e Canada | 1 | 0 | 2 | 0 | 1 | 0 | 3 | 0 | 3 | x  | x  | 10    |
| 2e Chine  | 0 | 1 | 0 | 1 | 0 | 2 | 0 | 2 | 0 | x  | x  | 6     |

#### Finale
La finale sera disputée le vendredi 21 février 2014 à 17h30.
| Équipes         | 1 | 2 | 3 | 4 | 5 | 6 | 7 | 8 | 9 | 10 | 11 | Total |
| --------------- | - | - | - | - | - | - | - | - | - | -- | -- | ----- |
| Grande-Bretagne | 0 | 1 | 0 | 0 | 1 | 0 | 1 | 0 | x | x  | x  | 3     |
| Canada          | 2 | 0 | 3 | 1 | 0 | 2 | 0 | 1 | x | x  | x  | 9     |

##### Podium
| Or     | Argent      | Bronze |
| Canada | Royaume-Uni | Suède  |

### Tournoi féminin
| Canada |
| --- |
| St. Vital Curling Club, Winnipeg Skip : Jennifer Jones Third : Kaitlyn Lawes Second : Jill Officer Lead : Dawn McEwen Remplaçante : Kirsten Wall |

| Rang | Pays            | V | D | bp | bc | Manches gagnées | Manches perdues | Manches blanches | Tirs % |
| ---- | --------------- | - | - | -- | -- | --------------- | --------------- | ---------------- | ------ |
| 1    | Canada          | 9 | 0 | 72 | 40 | 42              | 27              | 12               | 86     |
| 2    | Suède           | 7 | 2 | 58 | 52 | 37              | 35              | 13               | 80     |
| 3    | Suisse          | 5 | 4 | 63 | 60 | 37              | 38              | 13               | 78     |
| 4    | Grande-Bretagne | 5 | 4 | 74 | 58 | 39              | 35              | 9                | 80     |
| 5    | Japon           | 4 | 5 | 59 | 67 | 39              | 41              | 4                | 76     |
| 6    | Danemark        | 4 | 5 | 57 | 56 | 34              | 40              | 12               | 78     |
| 7    | Chine           | 4 | 5 | 58 | 62 | 36              | 38              | 10               | 81     |
| 8    | Corée du Sud    | 3 | 6 | 60 | 65 | 35              | 37              | 10               | 79     |
| 9    | Russie          | 3 | 6 | 48 | 56 | 33              | 35              | 19               | 82     |
| 10   | États-Unis      | 1 | 8 | 42 | 75 | 33              | 40              | 8                | 76     |

Les quatre premières équipes en tête à la fin du premier tour sont qualifiées directement pour les demi-finales.
| Équipes | 1 | 2 | 3 | 4 | 5 | 6 | 7 | 8 | 9 | 10 | 11 | Total |
| ------- | - | - | - | - | - | - | - | - | - | -- | -- | ----- |
| Chine   | 0 | 0 | 0 | 1 | 0 | 1 | 0 | x | x | x  | x  | 2     |
| Canada  | 0 | 2 | 1 | 0 | 3 | 0 | 3 | x | x | x  | x  | 9     |

| Équipes | 1 | 2 | 3 | 4 | 5 | 6 | 7 | 8 | 9 | 10 | 11 | Total |
| ------- | - | - | - | - | - | - | - | - | - | -- | -- | ----- |
| Suède   | 0 | 0 | 1 | 0 | 1 | 0 | 1 | 0 | x | x  | x  | 3     |
| Canada  | 0 | 2 | 0 | 2 | 0 | 2 | 0 | 3 | x | x  | x  | 9     |

| Équipes         | 1 | 2 | 3 | 4 | 5 | 6 | 7 | 8 | 9 | 10 | 11 | Total |
| --------------- | - | - | - | - | - | - | - | - | - | -- | -- | ----- |
| Canada          | 1 | 0 | 2 | 0 | 3 | 0 | 1 | 0 | 1 | 1  | x  | 9     |
| Grande-Bretagne | 0 | 1 | 0 | 2 | 0 | 2 | 0 | 1 | 0 | 0  | x  | 6     |

| Équipes  | 1 | 2 | 3 | 4 | 5 | 6 | 7 | 8 | 9 | 10 | 11 | Total |
| -------- | - | - | - | - | - | - | - | - | - | -- | -- | ----- |
| Canada   | 1 | 0 | 2 | 1 | 0 | 0 | 1 | 0 | 3 | x  | x  | 8     |
| Danemark | 0 | 3 | 0 | 0 | 0 | 0 | 0 | 2 | 0 | x  | x  | 5     |

| Équipes | 1 | 2 | 3 | 4 | 5 | 6 | 7 | 8 | 9 | 10 | 11 | Total |
| ------- | - | - | - | - | - | - | - | - | - | -- | -- | ----- |
| Suisse  | 0 | 0 | 0 | 2 | 0 | 0 | 1 | 2 | 0 | x  | x  | 5     |
| Canada  | 0 | 1 | 1 | 0 | 2 | 1 | 0 | 0 | 3 | x  | x  | 8     |

| Équipes | 1 | 2 | 3 | 4 | 5 | 6 | 7 | 8 | 9 | 10 | 11 | Total |
| ------- | - | - | - | - | - | - | - | - | - | -- | -- | ----- |
| Canada  | 2 | 0 | 2 | 0 | 0 | 0 | 2 | 1 | 0 | 1  | x  | 8     |
| Japon   | 0 | 2 | 0 | 2 | 1 | 0 | 0 | 0 | 1 | 0  | x  | 6     |

| Équipes | 1 | 2 | 3 | 4 | 5 | 6 | 7 | 8 | 9 | 10 | 11 | Total |
| ------- | - | - | - | - | - | - | - | - | - | -- | -- | ----- |
| Canada  | 0 | 0 | 3 | 0 | 2 | 0 | 0 | 0 | 0 | x  | x  | 5     |
| Russie  | 0 | 1 | 0 | 1 | 0 | 0 | 0 | 0 | 1 | x  | x  | 3     |

| Équipes    | 1 | 2 | 3 | 4 | 5 | 6 | 7 | 8 | 9 | 10 | 11 | Total |
| ---------- | - | - | - | - | - | - | - | - | - | -- | -- | ----- |
| États-Unis | 0 | 0 | 3 | 0 | 1 | 0 | 0 | 1 | 0 | 1  | 0  | 6     |
| Canada     | 2 | 1 | 0 | 1 | 0 | 1 | 1 | 0 | 0 | 0  | 1  | 7     |

Session 12 - lundi 17 février 2014, à 19h00
| Équipes      | 1 | 2 | 3 | 4 | 5 | 6 | 7 | 8 | 9 | 10 | 11 | Total |
| ------------ | - | - | - | - | - | - | - | - | - | -- | -- | ----- |
| Canada       | 0 | 1 | 0 | 2 | 1 | 0 | 1 | 2 | 2 | x  | x  | 9     |
| Corée du Sud | 2 | 0 | 2 | 0 | 0 | 0 | 0 | 0 | 0 | x  | x  | 4     |

Demi-finales - 19 février 2014, à 19h00
| Équipes            | 1 | 2 | 3 | 4 | 5 | 6 | 7 | 8 | 9 | 10 | 11 | Total |
| ------------------ | - | - | - | - | - | - | - | - | - | -- | -- | ----- |
| 1er Canada         | 2 | 1 | 0 | 1 | 0 | 1 | 0 | 0 | 0 | 1  | x  | 6     |
| 4e Grande-Bretagne | 0 | 0 | 2 | 0 | 1 | 0 | 0 | 0 | 1 | 0  | x  | 4     |

Finale
| Équipes | 1 | 2 | 3 | 4 | 5 | 6 | 7 | 8 | 9 | 10 | 11 | Total |
| ------- | - | - | - | - | - | - | - | - | - | -- | -- | ----- |
| Canada  | 1 | 0 | 0 | 2 | 0 | 0 | 0 | 1 | 2 | 0  | x  | 6     |
| Suède   | 0 | 1 | 0 | 0 | 2 | 0 | 0 | 0 | 0 | 0  | x  | 3     |

Podium
| Or     | Argent | Bronze      |
| Canada | Suède  | Royaume-Uni |

## Hockey sur glace

### Tournoi masculin

#### Effectif
- Gardiens de but : Roberto Luongo (Canucks de Vancouver), Carey Price (Canadiens de Montréal), Mike Smith (Coyotes de Phoenix).
- Défenseurs : Jay Bouwmeester (Blues de Saint-Louis), Drew Doughty (Kings de Los Angeles), Dan Hamhuis (Canucks de Vancouver), Duncan Keith (Blackhawks de Chicago), Alex Pietrangelo (Blues de Saint-Louis), PK Subban (Canadiens de Montréal), Marc-Édouard Vlasic (Sharks de San José), Shea Weber (Predators de Nashville).
- Attaquants : Jamie Benn (Stars de Dallas), Patrice Bergeron (Bruins de Boston), Jeff Carter (Kings de Los Angeles), Sidney Crosby (Penguins de Pittsburgh), Matt Duchene (Avalanche du Colorado), Ryan Getzlaf (Ducks d'Anaheim), Chris Kunitz (Penguins de Pittsburgh), Patrick Marleau (Sharks de San José), Rick Nash (Rangers de New York), Corey Perry (Ducks d'Anaheim), Martin Saint-Louis (Lightning de Tampa Bay)[Note 1], Patrick Sharp (Blackhawks de Chicago), John Tavares (Islanders de New York), Jonathan Toews (Blackhawks de Chicago).
- Entraîneur : Mike Babcock.
- Forfait  : Steven Stamkos (Lightning de Tampa Bay).

#### Résultats

##### Tour préliminaire
| Clt   | Équipe   | PJ | V | VP | D | DP | BP | BC | Diff | Pts |
| ----- | -------- | -- | - | -- | - | -- | -- | -- | ---- | --- |
| +001, | Canada   | 3  | 2 | 1  | 0 | 0  | 11 | 3  | 9    | 8   |
| +002, | Finlande | 3  | 2 | 0  | 0 | 1  | 15 | 7  | 8    | 7   |
| +003, | Autriche | 3  | 1 | 0  | 2 | 0  | 7  | 15 | -8   | 3   |
| +004, | Norvège  | 3  | 0 | 0  | 3 | 0  | 3  | 12 | -9   | 0   |

| 13 février 2014 | Canada | 3-1 (0-0, 2-0, 1-1) | Norvège | Palais des glaces Bolchoï |

| Feuille de match | Feuille de match | Feuille de match | Feuille de match                              | Feuille de match                                                            |
| ---------------- | --- | ---------------- | --------------------------------------------- | --------------------------------------------------------------------------- |
|                  | S. Weber (D. Keith, P. Bergeron, note) — 26 min 20 s J. Benn (P. Bergeron, D. Doughty) — 35 min 19 s - D. Doughty (R. Getzlaf, P. Marleau) — 41 min 47 s | 1-0 2-0 2-1 3-1  | - P. Thoresen (M. Olimb) — 40 min 22 s (SN) - | Arbitrage : Mike Leggo et Marcus Vinnerborg Andy McElman et Chris Woodworth |
| Carey Price      | Gardiens | Lars Haugen      |                                               | Arbitrage : Mike Leggo et Marcus Vinnerborg Andy McElman et Chris Woodworth |
| 10 min           | Pénalités | 6 min            |                                               | Arbitrage : Mike Leggo et Marcus Vinnerborg Andy McElman et Chris Woodworth |
| 38               | Tirs | 20               |                                               | Arbitrage : Mike Leggo et Marcus Vinnerborg Andy McElman et Chris Woodworth |

| 14 février 2014 | Canada | 6-0 (2-0, 4-0, 0-0) | Autriche | Palais des glaces Bolchoï |

| Feuille de match | Feuille de match | Feuille de match                                   | Feuille de match | Feuille de match                                                                |
| ---------------- | --- | -------------------------------------------------- | ---------------- | ------------------------------------------------------------------------------- |
|                  | D. Doughty (J. Toews) — 5 min 24 s S. Weber (C. Perry, R. Getzlaf) — 10 min 12 s J. Carter (P. Marleau, S. Crosby) — 22 min 39 s J. Carter (P. Marleau, A. Pietrangelo) — 24 min 9 s J. Carter (P. Marleau, S. Weber) — 34 min 33 s R. Getzlaf — 36 min 48 s (IN) | 1-0 2-0 3-0 4-0 5-0 6-0                            | -                | Arbitrage : Dave Jackson et Konstantin Olenin Lonnie Cameron et Miroslav Valach |
| Roberto Luongo   | Gardiens | Bernhard Starkbaum (40 min) Mathias Lange (20 min) |                  | Arbitrage : Dave Jackson et Konstantin Olenin Lonnie Cameron et Miroslav Valach |
| 8 min            | Pénalités | 2 min                                              |                  | Arbitrage : Dave Jackson et Konstantin Olenin Lonnie Cameron et Miroslav Valach |
| 46               | Tirs | 23                                                 |                  | Arbitrage : Dave Jackson et Konstantin Olenin Lonnie Cameron et Miroslav Valach |

| 16 février 2014 | Finlande | 1-2 (pr) (0-1, 1-0, 0-0, 0-1) | Canada | Palais des glaces Bolchoï, Sotchi |

| Feuille de match | Feuille de match                            | Feuille de match | Feuille de match                                                                         | Feuille de match                                                         |
| ---------------- | ------------------------------------------- | ---------------- | ---------------------------------------------------------------------------------------- | ------------------------------------------------------------------------ |
|                  | T. Ruutu (J. Jokinen, O. Väänänen) — 38 min | 0-1 1-1 1-2      | D. Doughty (S. Weber, S. Crosby) — 13 min 44 s (SN) D. Doughty (J. Carter) — 62 min 32 s | Arbitrage : Antonin Jerabek, Kevin Pollock Ivan Dedioulia, Brad Kovachik |
| Tuukka Rask      | Gardiens                                    | Carey Price      |                                                                                          | Arbitrage : Antonin Jerabek, Kevin Pollock Ivan Dedioulia, Brad Kovachik |
| 2 min            | Pénalités                                   | 2 min            |                                                                                          | Arbitrage : Antonin Jerabek, Kevin Pollock Ivan Dedioulia, Brad Kovachik |
| 15               | Tirs                                        | 27               |                                                                                          | Arbitrage : Antonin Jerabek, Kevin Pollock Ivan Dedioulia, Brad Kovachik |

##### Quarts de finale
| 19 février 2014 | Canada | 2-1 (1-1, 0-0, 1-0) | Lettonie | Palais des glaces Bolchoï 9 825 spectateurs |

| Feuille de match | Feuille de match                                                                   | Feuille de match    | Feuille de match                                | Feuille de match                                             |
| ---------------- | ---------------------------------------------------------------------------------- | ------------------- | ----------------------------------------------- | ------------------------------------------------------------ |
|                  | P. Sharp (R. Nash) — 13 min 37 s S. Weber (D. Doughty, J. Toews) — 53 min 6 s (SN) | 1-0 1-1 2-1         | L. Dārziņš (A. Kulda, J. Sprukts) — 15 min 41 s | Arbitrage : Tim Peel Jyri Rönn Brad Kovachik Sakari Suominen |
| Carey Price      | Gardiens                                                                           | Kristers Gudļevskis |                                                 | Arbitrage : Tim Peel Jyri Rönn Brad Kovachik Sakari Suominen |
| 6 min            | Pénalités                                                                          | 6 min               |                                                 | Arbitrage : Tim Peel Jyri Rönn Brad Kovachik Sakari Suominen |
| 57               | Tirs                                                                               | 16                  |                                                 | Arbitrage : Tim Peel Jyri Rönn Brad Kovachik Sakari Suominen |

##### Demi-finales
| 21 février 2014 | États-Unis | 0-1 (0-0, 0-1, 0-0) | Canada | Palais des glaces Bolchoï 11 172 spectateurs |

| Feuille de match | Feuille de match | Feuille de match | Feuille de match                       | Feuille de match                                                       |
| ---------------- | ---------------- | ---------------- | -------------------------------------- | ---------------------------------------------------------------------- |
|                  |                  | 0-1              | J. Benn (J. Bouwmeester) — 21 min 41 s | Arbitrage : Brad Meier, Kelly Sutherland Ivan Dedioulia, Greg Devorski |
| Jonathan Quick   | Gardiens         | Carey Price      |                                        | Arbitrage : Brad Meier, Kelly Sutherland Ivan Dedioulia, Greg Devorski |
| 4 min            | Pénalités        | 6 min            |                                        | Arbitrage : Brad Meier, Kelly Sutherland Ivan Dedioulia, Greg Devorski |
| 31               | Tirs             | 37               |                                        | Arbitrage : Brad Meier, Kelly Sutherland Ivan Dedioulia, Greg Devorski |

##### Finales
| 23 février 2014 | Suède | 0-3 (0-1, 0-1, 0-1) | Canada | Palais des glaces Bolchoï 11 076 spectateurs |

| Feuille de match | Feuille de match | Feuille de match | Feuille de match                                                                                  | Feuille de match                                                    |
| ---------------- | ---------------- | ---------------- | ------------------------------------------------------------------------------------------------- | ------------------------------------------------------------------- |
|                  |                  | 0-3              | J. Toews (J. Carter, S. Weber, note) — 12 min 55 s S. Crosby — 35 min 43 s C. Kunitz — 49 min 9 s | Arbitrage : Brad Meier, Kelly Sutherland Derek Amell, Greg Devorski |
| Jonathan Quick   | Gardiens         | Carey Price      |                                                                                                   | Arbitrage : Brad Meier, Kelly Sutherland Derek Amell, Greg Devorski |
| 6 min            | Pénalités        | 4 min            |                                                                                                   | Arbitrage : Brad Meier, Kelly Sutherland Derek Amell, Greg Devorski |
| 24               | Tirs             | 36               |                                                                                                   | Arbitrage : Brad Meier, Kelly Sutherland Derek Amell, Greg Devorski |

###### Classement final
|    | Canada     |
|    | Suède      |
|    | Finlande   |
| 4  | États-Unis |
| 5  | Russie     |
| 6  | Tchéquie   |
| 7  | Slovénie   |
| 8  | Lettonie   |
| 9  | Suisse     |
| 10 | Autriche   |
| 11 | Slovaquie  |
| 12 | Norvège    |

### Tournoi féminin

#### Effectif
- Gardiennes de but : Charline Labonté (Stars de Montréal), Geneviève Lacasse (Blades de Boston), Shannon Szabados (Ooks du NAIT)
- Défenseurs : Laura Fortino (Big Red de Cornell), Jocelyne Larocque (Inferno de Calgary), Lauriane Rougeau (Big Red de Cornell), Meaghan Mikkelson (Inferno de Calgary), Catherine Ward (Stars de Montréal), Tara Watchorn (Inferno de Calgary)
- Attaquantes : Meghan Agosta-Marciano (Stars de Montréal), Gillian Apps (Thunder de Brampton), Mélodie Daoust (Martlets de McGill), Jayna Hefford (Thunder de Brampton), Haley Irwin (Stars de Montréal), Brianne Jenner (Big Red de Cornell), Rebecca Johnston (Furies de Toronto), Caroline Ouellette (Stars de Montréal), Marie-Philip Poulin (Terriers de Boston), Natalie Spooner (Furies de Toronto), Jennifer Wakefield (Furies de Toronto), Hayley Wickenheiser (Dinos de Calgary)
- Entraîneur : Kevin Dineen

#### Résultats

##### Tour préliminaire
| Clt   | Équipe     | PJ | V | VP | D | DP | BP | BC | Diff | Pts |
| ----- | ---------- | -- | - | -- | - | -- | -- | -- | ---- | --- |
| +001, | Canada     | 3  | 3 | 0  | 0 | 0  | 11 | 2  | +9   | 9   |
| +002, | États-Unis | 3  | 2 | 0  | 1 | 0  | 14 | 4  | +10  | 6   |
| +003, | Finlande   | 3  | 0 | 1  | 2 | 0  | 5  | 9  | -4   | 2   |
| +004, | Suisse     | 3  | 0 | 0  | 2 | 1  | 3  | 18 | -15  | 1   |

- Qualifiés pour les demi-finales
- Qualifié pour les quarts de finale

| 8 février 2014 17h00 | Canada | 5-0 (2-0, 3-0, 0-0) | Suisse | Arène de glace Chaïba, Sotchi 4 386 spectateurs |

| Feuille de match | Feuille de match | Feuille de match    | Feuille de match | Feuille de match                                           |
| ---------------- | --- | ------------------- | ---------------- | ---------------------------------------------------------- |
|                  | Larocque (Spooner) — 1 min 25 s Watchorn (Johnston) — 6 min 30 s Wickenheiser — 23 min 54 s (IN) Poulin (Hefford, Johnston) — 32 min 28 s Johnston (Poulin) — 36 min 10 s | 1-0 2-0 3-0 4-0 5-0 |                  | Arbitrage : Aina Høve Alicia Hanrahan et Michaela Kúdelová |
| Labonté          | Gardiens | Schelling           |                  | Arbitrage : Aina Høve Alicia Hanrahan et Michaela Kúdelová |
| 2 min            | Pénalités | 4 min               |                  | Arbitrage : Aina Høve Alicia Hanrahan et Michaela Kúdelová |
| 69               | Tirs | 14                  |                  | Arbitrage : Aina Høve Alicia Hanrahan et Michaela Kúdelová |

| 10 février 2014 19h00 | Finlande | 0-3 (0-0, 0-0, 0-3) | Canada | Arène de glace Chaïba, Sotchi 4 837 spectateurs |

| Feuille de match | Feuille de match | Feuille de match | Feuille de match                                                                                  | Feuille de match                                          |
| ---------------- | ---------------- | ---------------- | ------------------------------------------------------------------------------------------------- | --------------------------------------------------------- |
|                  |                  | 0-1 0-2 0-3      | Agosta-Marciano — 49 min 27 s (SN) Hefford — 52 min 24 s Johnston (Hefford, Poulin) — 56 min 36 s | Arbitrage : Joy Tottman Therese Björkman et Laura Johnson |
| Räty             | Gardiens         | Szabados         |                                                                                                   | Arbitrage : Joy Tottman Therese Björkman et Laura Johnson |
| 10 min           | Pénalités        | 12 min           |                                                                                                   | Arbitrage : Joy Tottman Therese Björkman et Laura Johnson |
| 14               | Tirs             | 42               |                                                                                                   | Arbitrage : Joy Tottman Therese Björkman et Laura Johnson |

| 12 février 2014 16h30 | Canada | 3-2 (0-0, 0-1, 3-1) | États-Unis | Arène de glace Chaïba, Sotchi 4 812 spectateurs |

| Feuille de match | Feuille de match | Feuille de match    | Feuille de match                                                                              | Feuille de match                                          |
| ---------------- | --- | ------------------- | --------------------------------------------------------------------------------------------- | --------------------------------------------------------- |
|                  | Agosta-Marciano (Wickenheiser) — 42 min 21 s (SN) Wickenheiser (Spooner, Agosta-Marciano) — 43 min 54 s Agosta-Marciano — 54 min 55 s | 0-1 1-1 2-1 3-1 3-2 | Knight (Carpenter, Schleper) — 37 min 54 s (SN) Schleper (Decker, J. Lamoureux) — 58 min 55 s | Arbitrage : Anna Eskola Ilona Novotná et Zuzana Svobodová |
| Labonté          | Gardiens | Vetter              |                                                                                               | Arbitrage : Anna Eskola Ilona Novotná et Zuzana Svobodová |
| 8 min            | Pénalités | 10 min              |                                                                                               | Arbitrage : Anna Eskola Ilona Novotná et Zuzana Svobodová |
| 31               | Tirs | 27                  |                                                                                               | Arbitrage : Anna Eskola Ilona Novotná et Zuzana Svobodová |

##### Phase finale

###### Tableau
|  | Quarts de finale                      | Quarts de finale                  |                                   |                                   | Demi-finales                      | Demi-finales                      |  |  | Finale                                | Finale                                |
|  | Quarts de finale                      | Quarts de finale                  |                                   |                                   | Demi-finales                      | Demi-finales                      |  |  | Finale                                | Finale                                |
|  |                                       |                                   |                                   |                                   |                                   |                                   |  |  |                                       |                                       |
|  | 15 février, Arène de glace Chaïba     | 15 février, Arène de glace Chaïba |                                   |                                   | 17 février, Arène de glace Chaïba | 17 février, Arène de glace Chaïba |  |  | 20 février, Palais des glaces Bolchoï | 20 février, Palais des glaces Bolchoï |
|  | 15 février, Arène de glace Chaïba     | 15 février, Arène de glace Chaïba |                                   |                                   | 17 février, Arène de glace Chaïba | 17 février, Arène de glace Chaïba |  |  | 20 février, Palais des glaces Bolchoï | 20 février, Palais des glaces Bolchoï |
|  | 15 février, Arène de glace Chaïba     | 15 février, Arène de glace Chaïba | Canada                            | 3                                 |                                   |                                   |  |  | 20 février, Palais des glaces Bolchoï | 20 février, Palais des glaces Bolchoï |
|  | Suisse                                | 2                                 | Canada                            | 3                                 |                                   |                                   |  |  | 20 février, Palais des glaces Bolchoï | 20 février, Palais des glaces Bolchoï |
|  | Suisse                                | 2                                 | Suisse                            | 1                                 |                                   |                                   |  |  | 20 février, Palais des glaces Bolchoï | 20 février, Palais des glaces Bolchoï |
|  | Russie                                | 0                                 | Suisse                            | 1                                 |                                   |                                   |  |  | 20 février, Palais des glaces Bolchoï | 20 février, Palais des glaces Bolchoï |
|  | Russie                                | 0                                 | 17 février, Arène de glace Chaïba | 17 février, Arène de glace Chaïba | Canada                            | 3                                 |  |  |                                       |                                       |
|  | 15 février, Arène de glace Chaïba     |                                   | 17 février, Arène de glace Chaïba | 17 février, Arène de glace Chaïba | Canada                            | 3                                 |  |  |                                       |                                       |
|  |                                       | États-Unis                        | 17 février, Arène de glace Chaïba | 17 février, Arène de glace Chaïba | 2                                 |                                   |  |  |                                       |                                       |
|  | Finlande                              | États-Unis                        | 17 février, Arène de glace Chaïba | 17 février, Arène de glace Chaïba | 2                                 | 2                                 |  |  |                                       |                                       |
|  | Finlande                              | Suède                             | 1                                 |                                   |                                   | 2                                 |  |  |                                       |                                       |
|  | Suède                                 | Suède                             | 1                                 | 4                                 |                                   |                                   |  |  |                                       |                                       |
|  | Suède                                 | États-Unis                        | 6                                 | 4                                 |                                   |                                   |  |  |                                       |                                       |
|  |                                       | États-Unis                        | 6                                 | Match pour la 3e place            |                                   |                                   |  |  |                                       |                                       |
|  |                                       |                                   |                                   |                                   |                                   |                                   |  |  |                                       |                                       |
|  | 20 février, Palais des glaces Bolchoï |                                   |                                   |                                   |                                   |                                   |  |  |                                       |                                       |
|  |                                       |                                   |                                   |                                   |                                   |                                   |  |  |                                       |                                       |
|  | Suisse                                | 4                                 |                                   |                                   |                                   |                                   |  |  |                                       |                                       |
|  | Suisse                                | 4                                 |                                   |                                   |                                   |                                   |  |  |                                       |                                       |
|  | Suède                                 | 3                                 |                                   |                                   |                                   |                                   |  |  |                                       |                                       |
|  | Suède                                 | 3                                 |                                   |                                   |                                   |                                   |  |  |                                       |                                       |

###### Demi-finales
| 17 février 2014 | Canada | 3-1 (3-0, 0-1, 0-0) | Suisse | Arène de glace Chaïba 3 378 spectateurs |

| Feuille de match | Feuille de match | Feuille de match | Feuille de match                           | Feuille de match                                        |
| ---------------- | --- | ---------------- | ------------------------------------------ | ------------------------------------------------------- |
|                  | Spooner (Wickenheiser) — 7 min 29 s Spooner (Ward, Wickenheiser) — 11 min 10 s (SN) Daoust (Wakefield) — 11 min 33 s | 1-0 2-0 3-0 3-1  | Lutz (S. Benz, L. Benz) — 25 min 14 s (SN) | Arbitrage : Erin Blair Alicia Hanrahan et Ilona Novotná |
| Szabados         | Gardiens | Schelling        |                                            | Arbitrage : Erin Blair Alicia Hanrahan et Ilona Novotná |
| 12 min           | Pénalités | 10 min           |                                            | Arbitrage : Erin Blair Alicia Hanrahan et Ilona Novotná |
| 48               | Tirs | 22               |                                            | Arbitrage : Erin Blair Alicia Hanrahan et Ilona Novotná |

###### Finale
| 20 février 2014 | Canada | 3-2 (pr) (0-0, 0-1, 2-1, 1-0) | États-Unis | Palais des glaces Bolchoï |

| Feuille de match | Feuille de match | Feuille de match    | Feuille de match                                                                                | Feuille de match                                  |
| ---------------- | --- | ------------------- | ----------------------------------------------------------------------------------------------- | ------------------------------------------------- |
|                  | - B. Jenner (M. Mikkelson, J. Larcoque) — 56 min 34 s MP. Poulin (R. Johnston, H. Irwin) — 59 min 5 s MP. Poulin (L. Fortino) — 68 min 10 s () | 0-1 0-2 1-2 2-2 3-2 | M. Duggan (J. Lamoureux) — 31 min 57 s A. Carpenter (H. Knight, K. Stack) — 42 min 1 s (SN) - - | Arbitrage : J. Tottman I. Novotná et Z. Svobodová |
| Shannon Szabados | Gardiens | Jessie Vetter       |                                                                                                 | Arbitrage : J. Tottman I. Novotná et Z. Svobodová |
| 10 min           | Pénalités | 14 min              |                                                                                                 | Arbitrage : J. Tottman I. Novotná et Z. Svobodová |
| 31               | Tirs | 29                  |                                                                                                 | Arbitrage : J. Tottman I. Novotná et Z. Svobodová |

###### Classement final
| Place              | Équipe     |
| ------------------ | ---------- |
| Médaille d'or      | Canada     |
| Médaille d'argent  | États-Unis |
| Médaille de bronze | Suisse     |
| 4                  | Suède      |
| 5                  | Finlande   |
| 6                  | Russie     |
| 7                  | Allemagne  |
| 8                  | Japon      |

## Luge
Hommes
Simple
| Rang | Noms          | Temps général  | Différence |
| ---- | ------------- | -------------- | ---------- |
| 11e  | Samuel Edney  | 3 min 29 s 777 | +2 s 251   |
| 26e  | Mitchel Malyk | 3 min 32 s 157 | +4 s 631   |
| 27e  | John Fennell  | 3 min 32 s 716 | +5 s 190   |

Double
| Rang | Noms                        | Temps général  | Différence |
| ---- | --------------------------- | -------------- | ---------- |
| 4e   | Tristan Walker Justin Snith | 1 min 39 s 840 | +0 s 907   |

Femmes
Simple
| Rang | Noms            | Temps général  | Différence |
| ---- | --------------- | -------------- | ---------- |
| 4e   | Alex Gough      | 3 min 21 s 578 | +1 s 810   |
| 5e   | Kimberley McRae | 3 min 21 s 895 | +2 s 127   |
| 13e  | Arianne Jones   | 3 min 23 s 183 | +3 s 415   |

Mixtes
Relais par équipes
| Rang | Noms                                                     | Temps général  | Différence |
| ---- | -------------------------------------------------------- | -------------- | ---------- |
| 4e   | Alex Gough, Samuel Edney, Tristan Walker et Justin Snith | 2 min 47 s 395 | +1 s 746   |

## Patinage artistique
Hommes
| Rang | Noms           | Points totaux | Programme court | Programme libre |
| ---- | -------------- | ------------- | --------------- | --------------- |
| 2e   | Patrick Chan   | 275,62        | 97,52           | 178,10          |
| 15e  | Kevin Reynolds | 222,23        | 68,76           | 153,47          |
| 28e  | Liam Firus     | 55,04         | 55,04           | NQ              |

Femmes
| Rang | Noms              | Points totaux | Programme court | Programme libre |
| ---- | ----------------- | ------------- | --------------- | --------------- |
| 13e  | Kaetlyn Osmond    | 168,98        | 56,18           | 112,80          |
| 15e  | Zhang Kexin       | 154,21        | 55,80           | 98,41           |
| 17e  | Gabrielle Daleman | 148,44        | 52,61           | 95,83           |

Couples
| Rang | Noms                                  | Points totaux | Programme court | Programme libre |
| ---- | ------------------------------------- | ------------- | --------------- | --------------- |
| 5e   | Kirsten Moore-Towers Dylan Moscovitch | 202,10        | 70,92           | 131,18          |
| 7e   | Meagan Duhamel Eric Radford           | 199,53        | 72,21           | 127,32          |
| 14e  | Paige Lawrence Rudi Swiegers          | 161,98        | 58,97           | 103,01          |

Danse
| Rang | Noms                          | Points totaux | Programme court | Programme libre |
| ---- | ----------------------------- | ------------- | --------------- | --------------- |
| 2e   | Tessa Virtue Scott Moir       | 76,33         | 114,66          | 190,99          |
| 18e  | Alexandra Paul Mitchell Islam | 55,91         | 82,79           | 138,70          |

Épreuve par équipes
- 2e - 65 pts

## Patinage de vitesse
Hommes
| Rang                               | Noms                                         | Temps totaux  | Retard   |
| ---------------------------------- | -------------------------------------------- | ------------- | -------- |
| 10e                                | Gilmore Junio                                | 70 s 25       | +0 s 94  |
| 11e                                | Jamie Gregg                                  | 70 s 27       | +0 s 96  |
| 14e                                | William Dutton                               | 70 s 44       | +1 s 13  |
| 25e                                | Muncef Ouardi                                | 70 s 99       | +1 s 68  |
| 1 000 mètres (40 classés)          |                                              |               |          |
| Rang                               | Noms                                         | Temps totaux  | Retard   |
| 2e                                 | Denny Morrison                               | 1 min 08 s 43 | +0 s 04  |
| 20e                                | Vincent De Haître                            | 1 min 10 s 04 | +1 s 65  |
| 26e                                | William Dutton                               | 1 min 10 s 61 | +2 s 22  |
| 32e                                | Muncef Ouardi                                | 1 min 11 s 07 | +2 s 68  |
| 1 500 mètres (40 classés)          |                                              |               |          |
| Rang                               | Noms                                         | Temps totaux  | Retard   |
| 3e                                 | Denny Morrison                               | 1 min 45 s 22 | +0 s 22  |
| 19e                                | Mathieu Giroux                               | 1 min 47 s 65 | +2 s 65  |
| 28e                                | Lucas Makowsky                               | 1 min 48 s 51 | +3 s 51  |
| 33e                                | Vincent De Haître                            | 1 min 49 s 42 | +4 s 42  |
| 5 000 mètres (26 classés)          |                                              |               |          |
| Rang                               | Noms                                         | Temps totaux  | Retard   |
| 22e                                | Mathieu Giroux                               | 6 min 35 s 77 | +25 s 01 |
| Poursuite par équipes (24 classés) |                                              |               |          |
| Rang                               | Noms                                         | Temps totaux  | Retard   |
| 4e                                 | Mathieu Giroux Lucas Makowsky Denny Morrison | 3 min 44 s 27 | +2 s 33  |

Femmes
| Rang                                | Noms                                             | Temps totaux  | Retard   |
| ----------------------------------- | ------------------------------------------------ | ------------- | -------- |
| 12e                                 | Christine Nesbitt                                | 77 s 15       | +2 s 45  |
| 28e                                 | Anastasia Bucsis                                 | 78 s 52       | +3 s82   |
| 32e                                 | Marsha Hudey                                     | 79 s 22       | +4 s 52  |
| 33e                                 | Danielle Wotherspoon-Gregg                       | 79 s 32       | +4 s 62  |
| 1 000 mètres (35 classées)          |                                                  |               |          |
| Rang                                | Noms                                             | Temps totaux  | Retard   |
| 9e                                  | Christine Nesbitt                                | 1 min 15 s 62 | +1 s 60  |
| 18e                                 | Kaylin Irvine                                    | 1 min 17 s 24 | +3 s 22  |
| 21e                                 | Kali Christ                                      | 1 min 17 s 41 | +3 s 39  |
| 30e                                 | Brittany Schussler                               | 1 min 18 s 53 | +4 s 51  |
| 1 500 mètres (36 classées)          |                                                  |               |          |
| Rang                                | Noms                                             | Temps totaux  | Retard   |
| 16e                                 | Kali Christ                                      | 1 min 58 s 63 | +5 s 12  |
| 17e                                 | Christine Nesbitt                                | 1 min 58 s 67 | +5 s 16  |
| 26e                                 | Brittany Schussler                               | 2 min 00 s 65 | +7 s 14  |
| 35e                                 | Brianne Tutt                                     | 2 min 03 s 69 | +10 s 18 |
| 3 000 mètres (27 classées)          |                                                  |               |          |
| Rang                                | Noms                                             | Temps totaux  | Retard   |
| 19e                                 | Brittany Schussler                               | 4 min 14 s 65 | +14 s 31 |
| 24e                                 | Ivanie Blondin                                   | 4 min 18 s 70 | +18 s 36 |
| 5 000 mètres (16 classées)          |                                                  |               |          |
| Rang                                | Noms                                             | Temps totaux  | Retard   |
| 14e                                 | Ivanie Blondin                                   | 7 min 20 s 10 | +28 s 56 |
| Poursuite par équipes (32 classées) |                                                  |               |          |
| Rang                                | Noms                                             | Temps totaux  | Retard   |
| 5e                                  | Kali Christ Christine Nesbitt Brittany Schussler | 3 min 02 s 04 | -        |

## Ski acrobatique
Hommes
| Rang                    | Noms                   | Manche 1                      | Manche 2 | Manche 3     |
| ----------------------- | ---------------------- | ----------------------------- | -------- | ------------ |
| 7e                      | Travis Gerrits         | 107,29                        | 111,95   | Non qualifié |
| Half-pipe (28 classés)  |                        |                               |          |              |
| Rang                    | Noms                   | Meilleur pointage             |          |              |
| 2e                      | Mike Riddle            | 90,60                         |          |              |
| 5e                      | Noah Bowman            | 82,60                         |          |              |
| 12e                     | Justin Dorey           | 20,40                         |          |              |
| 15e                     | Matt Margetts          | 66,80 (Q)                     |          |              |
| Bosses (29 classés)     |                        |                               |          |              |
| Rang                    | Noms                   | Points                        |          |              |
| 1er                     | Alexandre Bilodeau     | 26,31                         |          |              |
| 2e                      | Mikaël Kingsbury       | 24,71                         |          |              |
| 4e                      | Marc-Antoine Gagnon    | 23,35                         |          |              |
| 9e                      | Philippe Marquis       | 22,25                         |          |              |
| Slopestyle (32 classés) |                        |                               |          |              |
| Rang                    | Noms                   | Meilleur pointage             |          |              |
| 12e                     | Alex Beaulieu-Marchand | 21,40                         |          |              |
| Ski cross (32 classés)  |                        |                               |          |              |
| Rang                    | Noms                   | Notes                         |          |              |
| 4e                      | Brady Leman            | Défaite en finale             |          |              |
| -                       | Christopher Delbosco   | Défaite en huitième de finale |          |              |

Femmes
| Rang                     | Noms                    | Meilleur pointage             |
| ------------------------ | ----------------------- | ----------------------------- |
| 7e                       | Rosalind Groenewoud     | 74,20                         |
| 13e                      | Keltie Hansen           | 66,20 (Q)                     |
| Bosses (30 classées)     |                         |                               |
| Rang                     | Noms                    | Points                        |
| 1re                      | Justine Dufour-Lapointe | 22,44                         |
| 2e                       | Chloé Dufour-Lapointe   | 21,66                         |
| 10e                      | Audrey Robichaud        | 20,35                         |
| 12e                      | Maxime Dufour-Lapointe  | 18,64                         |
| Slopestyle (22 classées) |                         |                               |
| Rang                     | Noms                    | Meilleur pointage             |
| 1re                      | Dara Howell             | 94,20                         |
| 3e                       | Kim Lamarre             | 85,00                         |
| 6e                       | Yuki Tsubota            | 71,60                         |
| 19e                      | Kaya Turski             | 28,00                         |
| Ski cross (28 classés)   |                         |                               |
| Rang                     | Noms                    | Notes                         |
| 1re                      | Marielle Thompson       |                               |
| 2e                       | Kelsey Serwa            |                               |
| -                        | Georgia Simmerling      | Défaite en huitième de finale |

## Snowboard
Hommes
| Rang                                | Noms                 | Notes                             |
| ----------------------------------- | -------------------- | --------------------------------- |
| 8e                                  | Kevin Hill           | 2e de la petite finale            |
| 17e                                 | Christopher Robanske | Défaite en quart de finale        |
| 25e                                 | Robert Fagan         | Disqualifié en huitième de finale |
| 25e                                 | Jake Holden          | Défaite en huitième de finale     |
| Slalom parallèle (32 classés)       |                      |                                   |
| Rang                                | Noms                 | Notes                             |
| 15e                                 | Jasey Jay Anderson   | Défaite en huitième de finale     |
| 16e                                 | Michael Lambert      | Défaite en huitième de finale     |
| 18e                                 | Matthew Morison      | Non qualifié pour la ronde finale |
| Slalom géant parallèle (32 classés) |                      |                                   |
| Rang                                | Noms                 | Notes                             |
| 14e                                 | Jasey Jay Anderson   | Défaite en huitième de finale     |
| 15e                                 | Matthew Morison      | Défaite en huitième de finale     |
| 27e                                 | Michael Lambert      | Non qualifié pour la ronde finale |
| Slopestyle (29 classés)             |                      |                                   |
| Rang                                | Noms                 | Meilleur pointage                 |
| 3e                                  | Mark McMorris        | 88,75                             |
| 5e                                  | Maxence Parrot       | 87,25                             |
| 9e                                  | Sebastien Toutant    | 58,50                             |
| 14e                                 | Charles Reid         | 46,25                             |

Femmes
| Rang                                | Noms                | Notes                             |
| ----------------------------------- | ------------------- | --------------------------------- |
| 2e                                  | Dominique Maltais   |                                   |
| 21e                                 | Maëlle Ricker       | Défaite en quart de finale        |
| 21e                                 | Maëlle Ricker       | Défaite en quart de finale        |
| Half-pipe (28 classés)              |                     |                                   |
| Rang                                | Noms                | Meilleur pointage                 |
| 7e                                  | Katie Tsuyuki       | 56,25 DF                          |
| 11e                                 | Alexandra Duckworth | 32,50 DF                          |
| Slalom parallèle (32 classés)       |                     |                                   |
| Rang                                | Noms                | Notes                             |
| 17e                                 | Ariane Lavigne      | Non qualifié pour la ronde finale |
| 26e                                 | Caroline Calve      | Non qualifié pour la ronde finale |
| 27e                                 | Marianne Leeson     | Non qualifié pour la ronde finale |
| Slalom géant parallèle (32 classés) |                     |                                   |
| Rang                                | Noms                | Notes                             |
| 5e                                  | Marianne Leeson     | Défaite en quart de finale        |
| 6e                                  | Caroline Calve      | Défaite en quart de finale        |
| 8e                                  | Ariane Lavigne      | Défaite en quart de finale        |
| Slopestyle (23 classés)             |                     |                                   |
| Rang                                | Noms                | Meilleur pointage                 |
| 12e                                 | Spencer O'Brien     | 35,00                             |
| 19e                                 | Jenna Blasman       | 32,25                             |